# Maciço do Vercors
O Maciço do Vercors (em francês:  Massif du Vercors) é um  maciço que faz parte dos Alpes Ocidentais na sua secção dos Pré-Alpes do Dauphiné e se encontra no departamento francês da Isère e da Drôme, na região de Ródano-Alpes. O ponto mais alto é da Grand Veymont com 2.341 m.

## Geografia
Composta por rocha sedimentar, e com um comprimento de 60 km, o maciço está rodeado pelo Maciço da Chartreuse a Nordeste,  o Maciço do Taillefer a Este, e o Maciço do Diois a Sul.

## Parque
O Parque nacional regional do Vercors foi criado em 1970 e cobre não só a totalidade do maciço como algumas regiões limítrofes.

## Resistência
O Maciço do Vercors está profundamente ligado à resistência francesa que se refugiou no maquis desta região, donde o nome de maquisard, para combater o invasor nazi durante a Segunda Guerra Mundial. A escolha era evidente pois de muito difícil acesso para os que não conhecem o terreno.  Depois de ter sido descoberto e quase decimado num ataque aerotransportado voltou a reconstruir-se e teve primordial importância antes do desembarque da Normandia ao reter várias divisões alemãs, pelo que a localidade de Vassieux-en-Vercors foi elevada ao grau de fr:Compagnon de la Libération.

## SOIUSA
A Subdivisão Orográfica Internacional Unificada do Sistema Alpino (SOIUSA) criada em 2005, dividiu os Alpes em duas grandes partes:Alpes Ocidentais e Alpes Orientais, separados pela linha formada pelo  Rio Reno - Passo de Spluga - Lago de Como - Lago de Lecco.
Os Pré-Alpes do Dévoluy, Pré-Alpes ocidentais de Gap, Pré-Alpes do Vercors, Pré-Alpes do Diois, e Pré-Alpes das Baronnies formam os Pré-Alpes do Delfinado.

### Classificação  SOIUSA
Segundo a SOIUSA este acidente orográfico chama-se  Pré-Alpes do Vercors e é uma Sub-secção alpina  com a seguinte classificação:
- Parte = Alpes Ocidentais
- Grande sector alpino = Alpes Ocidentais-Sul
- Secção alpina = Pré-Alpes do Delfinado
- Sub-secção alpina = Pré-Alpes do Vercors
- Código = I/A-6.III

## Imagem

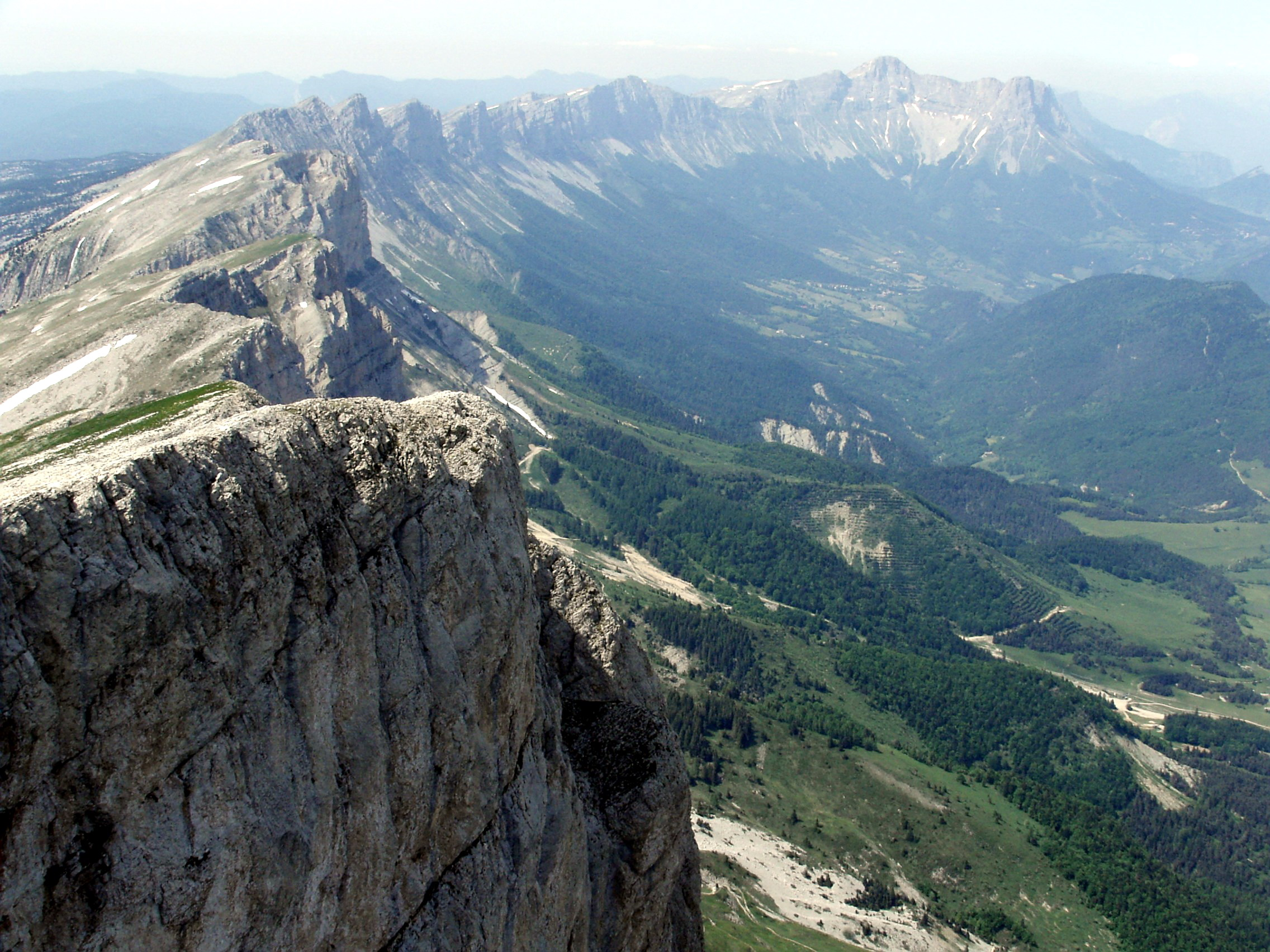
Creta do Vercors
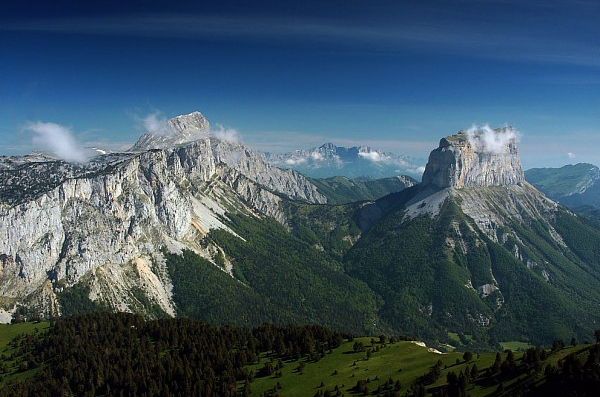
Grand Veymont e o Mont Aiguille
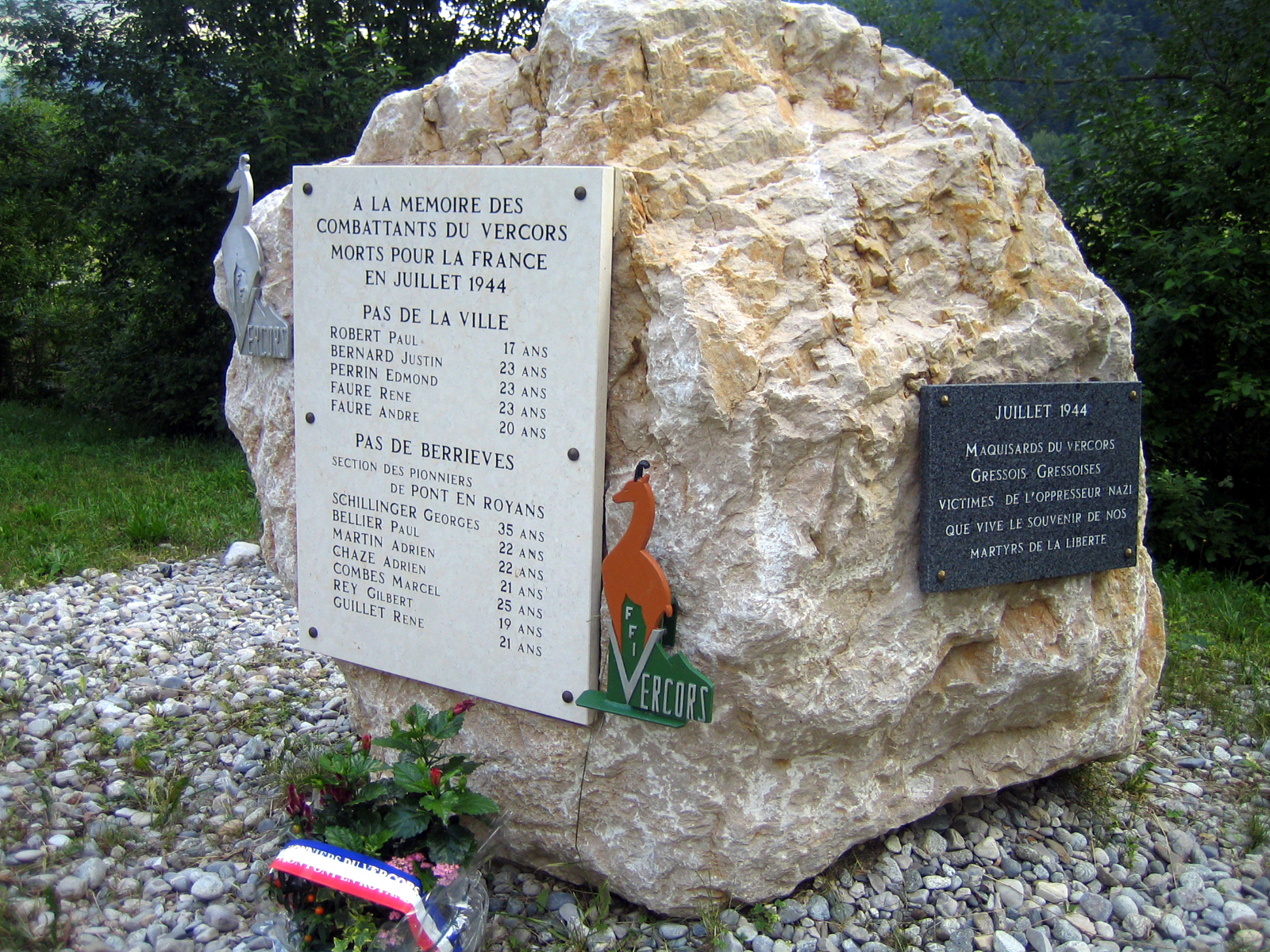
Em memeoria
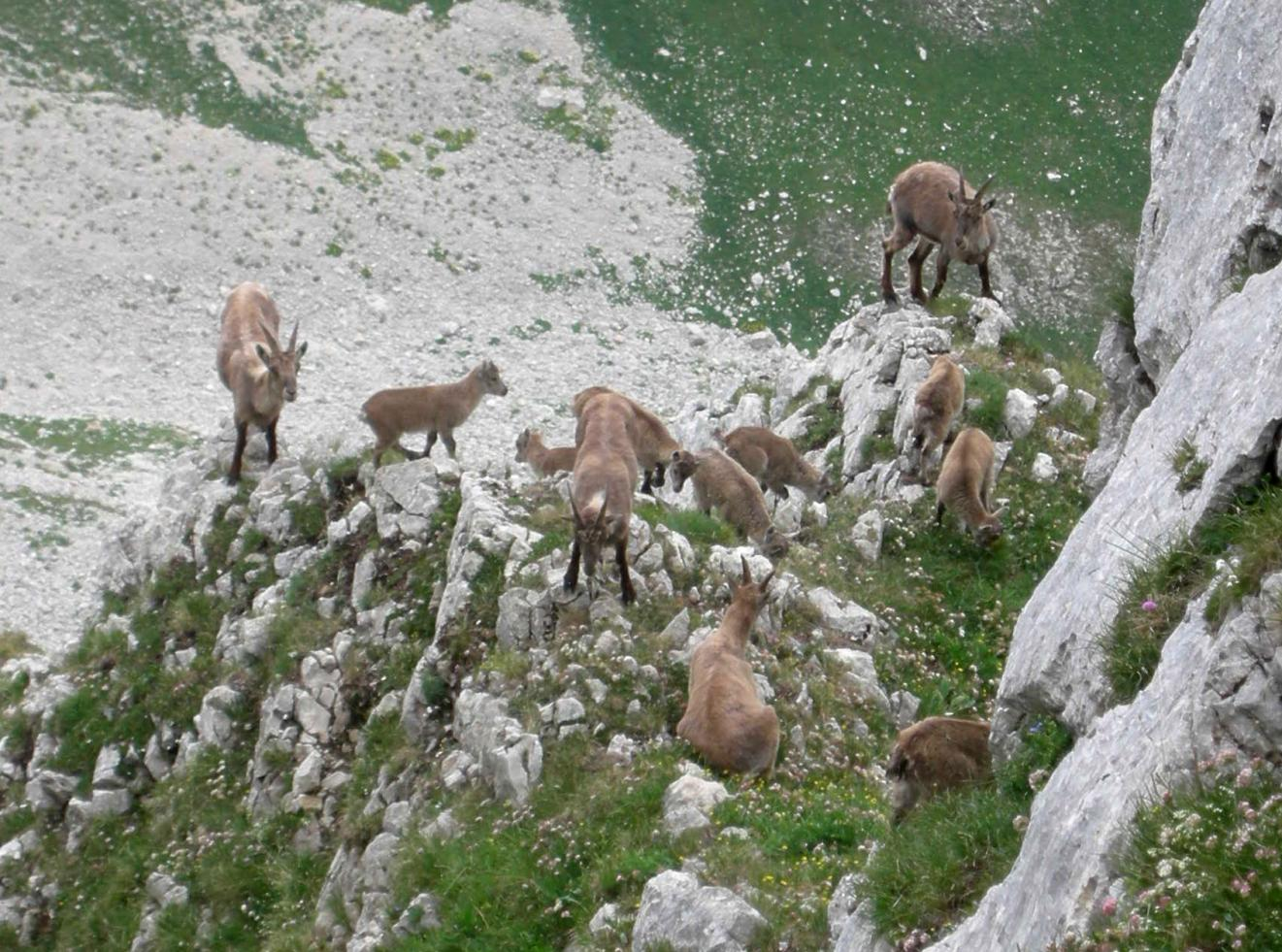
Íbex no Parque